# Иванюк, Дмитрий Иванович
Дмитрий Иванович Иванюк (1900—1941) — советский военачальник, полковник (1938), участник Советско-польской и Великой Отечественной войн. Пропал без вести в июне 1941 года на Западном фронте. 

## Биография
Вступил в РККА в апреле 1920 года и направлен в 1-й запасной стрелковый полк в Конотоп, в июле переведен в 25-ю стрелковую дивизию, проходил службу в 217-м стрелковом полку и в комендантской команде штаба дивизии, участвовал в советско-польской войне в районах Сарны, Ковель, Ровно, Луцк. 
В феврале 1921 года направлен на учебу на 55-е Житомирские пехотные курсы. После их окончания в сентябре 1922 года направлен в 134-й стрелковый полк 45-й стрелковой дивизии Украинского ВО, проходил службу отделенным командиром, помощником командира и врид (временно исполняющим должность) командира взвода. С октября 1923 года командовал взводом в дивизионной школе, в сентябре 1924 года вернулся в 134-й стрелковый полк помощником командира роты. В октябре 1925 года убыл на укомплектование 137-го стрелкового полка 46-й стрелковой дивизии, командовал в нём ротой, стрелковым и учебным батальонами. С ноября 1929 по май 1930 года проходил переподготовку на курсах «Выстрел». 
В марте 1935 года назначен начальником штаба 138-го стрелкового полка 46-й стрелковой дивизии Киевского ВО. С июля 1937 года командовал 287-м стрелковым полком 51-й Перекопской стрелковой дивизии 6-го стрелкового корпуса КВО, с декабря 1938 года был помощником командира 99-й стрелковой дивизии. С сентября 1939 года командовал 197-й, а с октября — 180-й стрелковыми дивизиями в Орловском ВО. 
В феврале 1940 года назначен командиром 55-й стрелковой дивизии Западного ОВО (дислоцировалась в Бресте, затем Слуцке). С ноября 1940 по май 1941 года находился на КУВНАС при Военной академии РККА им. М. В. Фрунзе. 
С началом Великой Отечественной войны его 55-я дивизия действовала в составе 4-й армии на южном фланге Западного фронта: часть дивизии сражалась в районе Слонима, часть оборонялась на Слуцком направлении. В этих боях командир дивизии полковник Д. И. Иванюк пропал без вести (25 или 26 июня 1941 года). 

## Награды
- Орден «Знак Почёта»
- Медаль «XX лет РККА» (1938)